# Ліана Орфей
Ліана Орфей (італ. Liana Orfei) (*.. 6 січня 1937) — італійська акторка.

## Біографія
Народилася в Сан-Джованні ін Персічето, поблизу Болоньї. Була дочкою і племінницею відомих циркових артистів. З дитинства Орфей почала залучатися до діяльності, характерної для цирку — клоуном, вершницею і навіть приборкувачем диких звірів. Її кінокар'єра почалася наприкінці 1950-х, тоді вона зіграла деякі другорядні ролі в декількох фільмах в жанрах пригод і комедій. Незабаром вона отримала більш значні спектаклі і ролі, працюючи з такими режисерами, як Етторе Скола, Маріо Монічеллі, Антоніо П'єтранджелі, Діно Різі. Вона є двоюрідною сестрою акторки Мойри Орфей.

## Фільмографія
- I Reali di Francia (1959)
- Tipi da spiaggia (1959)
- Guardatele ma non toccatele (1959)
- Il mulino delle donne di pietra (1960)
- I pirati della costa (1960)
- Il cavaliere dai cento volti (1960)
- La dolce vita (1960)
- Terrore della maschera rossa (1960)
- Le signore (1960)
- Signori si nasce (1960)
- Gordon, il pirata nero (1961)
- Maciste contro Ercole nella valle dei guai (1961)
- Nefertiti, regina del Nilo (1961)
- I tartari (1961)
- Il gigante di Metropolis (1961)
- La leggenda di Enea (1962)
- Il tiranno di Siracusa (1962)
- Duello nella Sila (1962)
- Le motorizzate (1963)
- Avventura al motel (1963)
- Extraconiugale (1964)
- Ercole sfida Sansone (1963)
- Casanova '70, (1965)
- MMM 83 - Missione morte molo 83 (1966)
- I nostri mariti (1966)
- L'arcidiavolo (1966)
- Ray Master, l'inafferrabile (1966)
- 1966 : Наші чоловіки / (I nostri mariti) — Аттилія
- Borman - Nazi S.S. (1966)
- La fabbrica dei soldi (1966)
- Bill il taciturno (1967)
- Il profeta (1968)
- ¡Cómo sois las mujeres! (1968)
- Ekeinoi pou xeroun n' agapoun (1968)
- Come, quando, perché (1969)
- Fortunata y Jacinta (1970)